# Richtersia discorda
Richtersia discorda är en rundmaskart. Richtersia discorda ingår i släktet Richtersia och familjen Richtersiidae. Inga underarter finns listade i Catalogue of Life.